# Hermann Röver
Hermann Röver (* 27. Februar 1894 in Hamburg; † 20. August 1984 ebenda) war ein deutscher Kunsthistoriker und Denkmalpfleger.

## Leben und Wirken
Der Sohn eines Hoteliers studierte Kunstgeschichte an der Universität München und der Universität Hamburg. Dort wurde er 1926 bei Erwin Panofsky promoviert. Anschließend arbeitete er für den Hamburger Denkmalpfleger Richard Stettiner, der 1927 verstarb. Röver übernahm daraufhin, zunächst kommissarisch, dessen Amt als Denkmalpfleger und übte es bis 1934 aus. Er führte die Arbeitsschwerpunkte Stettiners weitestgehend fort, gab jedoch keine schriftlichen Berichte mehr ab.
In seine Dienstzeit fielen die Restaurierungen der Hauptkirche Sankt Jacobi und die umstrittene Überholung der dortigen Orgel sowie Arbeiten an weiteren Kirchenbauwerken wie der Dreieinigkeitskirche Allermöhe 1930. Bei farblichen Neugestaltungen orientierte sich Röver weniger an der historisch vorhandenen Bausubstanz, sondern wählte oftmals Entwürfe zeitgenössischer Künstler aus. Während seiner Dienstzeit erfasste Röver erstmals den Bestand technischer Kulturdenkmale in Hamburg.
Gemeinsam mit seinem Kollegen Ulrich Nabel plante Röver ein Bauernhausmuseum. Röver bevorzugte eine Anlage in Curslack, Nabel hingegen ein Freilichtmuseum im Hamburger Stadtpark. Außerdem setzte er sich für ein „Alt-Hamburger Bürgerhaus“ ein, das sich an vergleichbaren Bauten in Danzig und Lübeck orientieren sollte. Grund für Rövers Anliegen waren anstehende Baumaßnahmen in der Hamburger Innenstadt. Röver hoffte, mit dem Bürgerhaus einen Teil der alten bürgerlichen Kultur erhalten zu können. Sein Vorhaben rief großes öffentliches Interesse hervor. Ein eigens gegründeter Verein erwarb das Haus „Grimm 30“, restaurierte es und sorgte für eine historische Innenausstattung. Das Gebäude wurde am 12. Dezember 1932 eröffnet und während des Zweiten Weltkriegs zerstört.
Nach der Machtübernahme der Nationalsozialisten denunzierten 1933 mehrere Personen, darunter der Bildhauer Ludolf Albrecht, Hermann Röver, der in Verwaltungsaufgaben keine Erfahrungen hatte. Zum 14. November 1934 wurde Röver im Zuge einer Reorganisation der Verwaltung aus dem Dienst entlassen. Er arbeitete in der Folgezeit nie mehr für die Denkmalspflege. In seinem Testament rief er eine „Stiftung für Sport und körperliche Ertüchtigung“ ins Leben.

## Veröffentlichungen
- Kunstanschauung unserer Zeit. Freideutscher Jugendverlag, Hamburg 1919.
- Die Hamburgischen Maler Otto Wagenfeldt und Joachim Luhn und ihre Schule. Uelzen 1926 (Dissertation).